# Халиамбалиас, Захариас
Заха́риас Халиамбалиас (греч. Ζαχαρίας Χαλιαμπάλιας; 8 марта 1946, Салоники — 22 июля 2020) — греческий футболист, играл на позиции защитника.
Всю футбольную карьеру Халиамбалиас играл за «Ираклис», в составе которого сыграл 280 матчей в чемпионате Греции. За сборную Греции сыграл 3 матча, в которых не забил ни одного мяча.
Скончался 22 июля 2020 года в возрасте 74 лет после продолжительной болезни.